# Campomarino
Campomarino is een gemeente in de Italiaanse provincie Campobasso (regio Molise) en telt 6658 inwoners (31-12-2004). De oppervlakte bedraagt 76,3 km², de bevolkingsdichtheid is 87 inwoners per km².

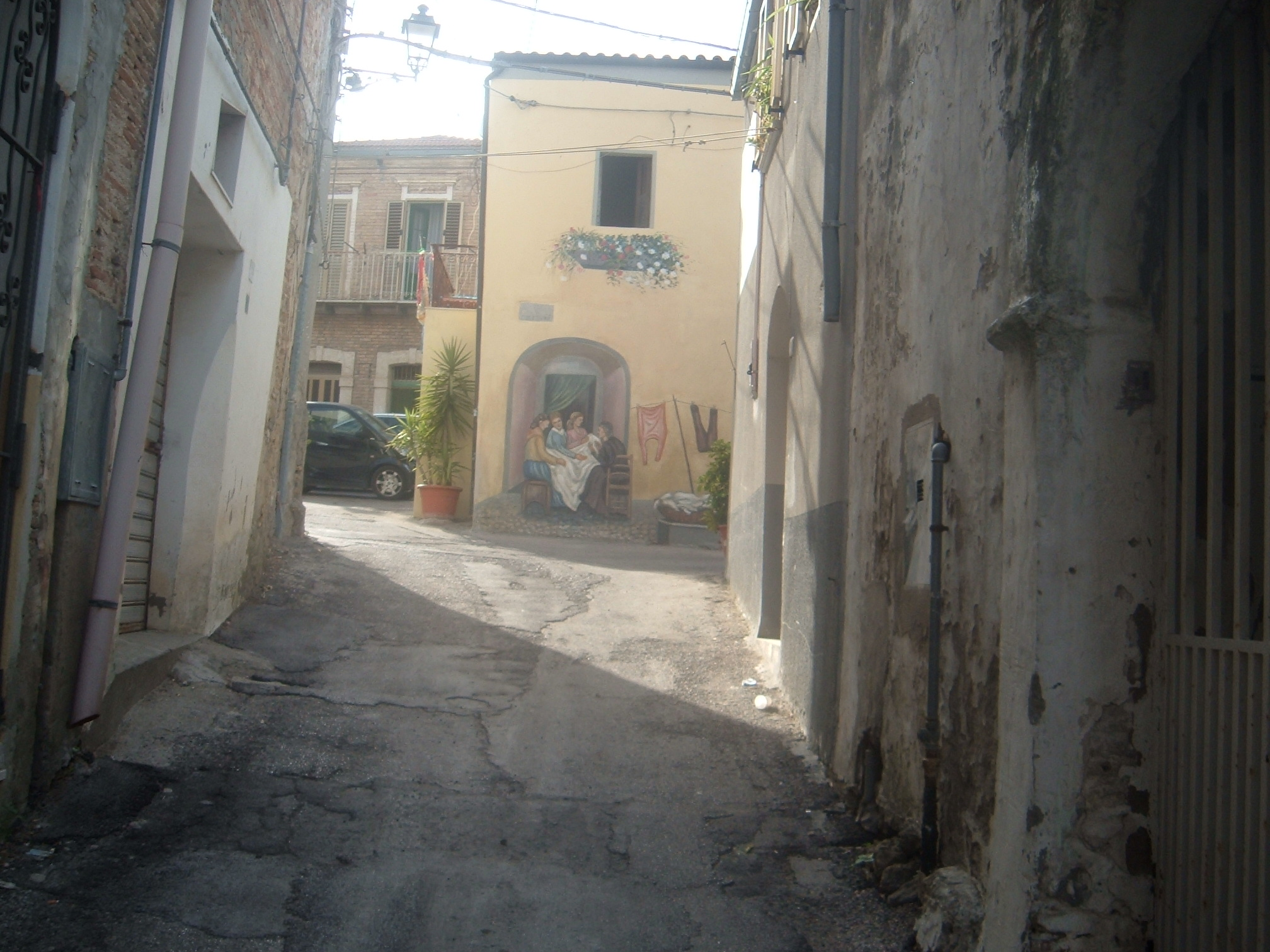
Straat in Campomarino
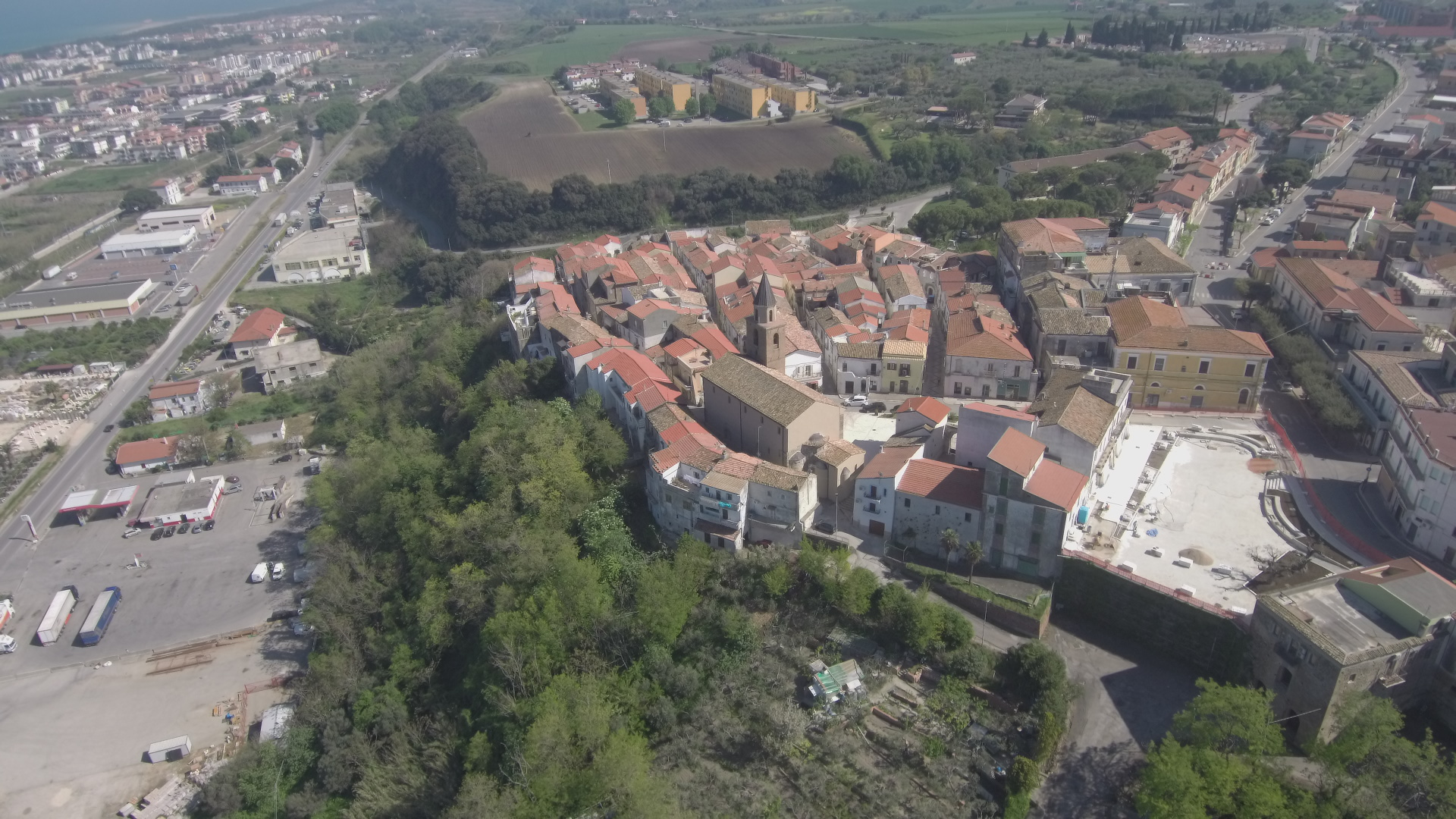
Campomarino

## Demografie
Campomarino telt ongeveer 2546 huishoudens. Het aantal inwoners steeg in de periode 1991-2001 met 8,5% volgens cijfers uit de tienjaarlijkse volkstellingen van ISTAT.
| Jaar | Inwoneraantal |
| ---- | ------------- |
| 1991 | 5818          |
| 2001 | 6310          |

## Geografie
Campomarino grenst aan de volgende gemeenten: Chieuti (FG), Guglionesi, Portocannone, San Martino in Pensilis, Termoli.